# 四出道
四出道（韓語：사출도）是上古中国东北扶餘國的外郡。「出」的意思就是在國家以外的意思。四出道分別是馬加、牛加、豬加和狗加，每一加都由部族長領導。大者者數千戶，小者數百戶,。被統治者稱下戶,即奴隸。再加上中央一道，即是五道。諸加相當於過去的部落首領，負責供應牲畜給扶餘國，每道也有一位神女，為國祭天祈福，也有一座神宮。《三国志》记载：“扶余國有君王，皆以六畜名官，有馬加、牛加、豬加、狗加、大使、大使者、使者。”高句丽可能出于四出道的马加。